# ترمالباد ویزنباد
ترمالباد ویزنباد (به آلمانی: Thermalbad Wiesenbad) یک شهر در آلمان است که در ارتسگبیرگسکرایس واقع شده‌است. ترمالباد ویزنباد ۳٬۷۱۰ نفر جمعیت دارد.